# Аероний
| Период  | Серия         | Етаж      | млн. год.   |
| ------- | ------------- | --------- | ----------- |
| Девон   | Долен девон   | Локовий   | младши      |
| Силур   | Придолий      |           | 423–419,2   |
| Силур   | Лудлоу        | Лудфордий | 425,6–423   |
| Силур   | Лудлоу        | Горстий   | 427,4–425,6 |
| Силур   | Уенлок        | Хомерий   | 430,5–427,4 |
| Силур   | Уенлок        | Шайнуудий | 433,4–430,5 |
| Силур   | Ландъврий     | Телихий   | 438,5–433,4 |
| Силур   | Ландъврий     | Аероний   | 440,8–438,5 |
| Силур   | Ландъврий     | Руданий   | 443,4–440,8 |
| Ордовик | Горен ордовик | Хирнантий | старши      |

Аероний е вторият етаж от серията ландъври от периода силур. Аероний следващ руданий започва преди около 440,8 милиона години и продължава допреди около 438,5 милиона години, когато е последван от телихий.
Етажът е именуван на фермата Аерон, близо до Ландъври (Уелс) име. Името е предложено през 1971 г. от групата британски геолози на LRM Кокс.
Началото на аероний се определя от първата поява на граптолита Monograptus austerus sequens. Горната граница е хоризонта на изчезване на брахиопода Eocoelia intermedia и под първата поява на брахиопода Eocoelia curtisi. Официалният профил GSSP за аероний е Trefawr-Waldweg, северно от фермата Аерон в Ландъври (Уелс).